# Lycodichthys
Lycodichthys is een geslacht van straalvinnige vissen uit de familie van puitalen (Zoarcidae).

## Soorten
- Lycodichthys antarcticus Pappenheim, 1911
- Lycodichthys dearborni (DeWitt, 1962)